# Saint-émilion grand cru
Le saint-émilion grand cru est un vin rouge d'appellation d'origine contrôlée produit sur la même aire que l'appellation saint-émilion. L'appellation fait partie du vignoble du Libournais, une des subdivisions du vignoble de Bordeaux.
Il existe en fait deux appellations à Saint-Émilion : d'une part l'AOC saint-émilion, et par ailleurs l'AOC saint-émilion grand cru. La différence entre les deux n'est pas géographique, car elles se recouvrent complètement. La différence est liée à des conditions plus strictes, entre autres : pour bénéficier de l'appellation saint-émilion grand cru, il faut un rendement limité à 46 hl/ha (53 pour le saint-émilion) et un élevage de douze mois minimum.

## Historique
Si l'appellation saint-émilion est reconnue officiellement dès 1936, l'appellation saint-émilion grand cru est un peu plus tardive, fondée par le décret du 7 octobre 1954. Ce dernier créé trois appellations en plus du saint-émilion : le « saint-émilion grand cru », le « saint-émilion grand cru classé » et le « saint-émilion premier grand cru classé » ; le premier classement est publié en 1955 (le projet remonte à 1952). Depuis 1984, seules les appellations « saint-émilion » et « saint-émilion grand cru » subsistent, les deux autres devenant de simples mentions sur l'étiquette.
Le cahier des charges a été plusieurs fois modifié, dernièrement en 2011, en 2015, en 2017 et en 2023.

## Spécificités du saint-émilion grand cru
Le cahier des charges de l'appellation saint-émilion grand cru diffère de celui du saint-émilion sur plusieurs critères, qui la rendent plus exigeante :
- l'aire de proximité ne comprend que la partie de Libourne qui n'est pas comprise dans l'aire géographique, alors qu'elle comprend également neuf autres communes pour le saint-émilion. Cela concerne la vinification, l’élaboration, l’élevage des vins et leur conditionnement, qui doivent être effectués sur place ;
- la charge maximale est de 8 000 kg/ha, pour 9 000 kg/ha pour le saint-émilion, et de 6 000 kg/ha en cas d'irrigation (contre 5 500 kg/ha) ;
- la richesse en sucre minimale par litre de moût est de 194 grammes par litre de moût pour le merlot et 189 g pour les autres cépages, alors que ces valeurs sont de 194 g pour le merlot et 180 g pour les autres cépages pour le saint-émilion ;
- le titre alcoométrique volumique naturel minimum doit attendre 11,5 % contre 11 % pour le saint-émilion ;
- le rendement maximal est fixé à 46 hectolitres par hectare et le rendement butoir à 55 hl/ha, contre 53 hl/ha et 63 hl/ha respectivement pour le saint-émilion ;
- les vins font l’objet d’un élevage au moins jusqu’au 1er février de la deuxième année qui suit celle de la récolte, contre le 31 mars de l’année qui suit celle de la récolte pour le saint-émilion, soit dix mois de plus ;
- les vins sont conditionnés en bouteilles de verre chez l’opérateur récoltant les raisins et vinifiant ces vins, ce qui n'est par requis pour le saint-émilion.

## Vignoble
| \| Bordeaux Saint-émilion grand cru \| Localisation de l'appellation · au sein du vignoble de Bordeaux. |
| Bordeaux Saint-émilion grand cru                                                                        |

Le vignoble produisant le saint-émilion grand cru se situe dans le département de la Gironde, dans la partie du vignoble de Bordeaux appelée le Libournais, sur la rive droite de la Dordogne.
L'aire d'appellation est la même que celle de l'appellation saint-émilion, soit les communes de Saint-Émilion, Saint-Christophe-des-Bardes, Saint-Hippolyte, Saint-Étienne-de-Lisse, Saint-Laurent-des-Combes, Saint-Pey-d’Armens, Saint-Sulpice-de-Faleyrens, Vignonet, et une partie de la commune de Libourne.
En 2005, la surface déclarée a été de 3 851 hectares ; en 2023, il s'est agit de 4 177 ha.

### Encépagement

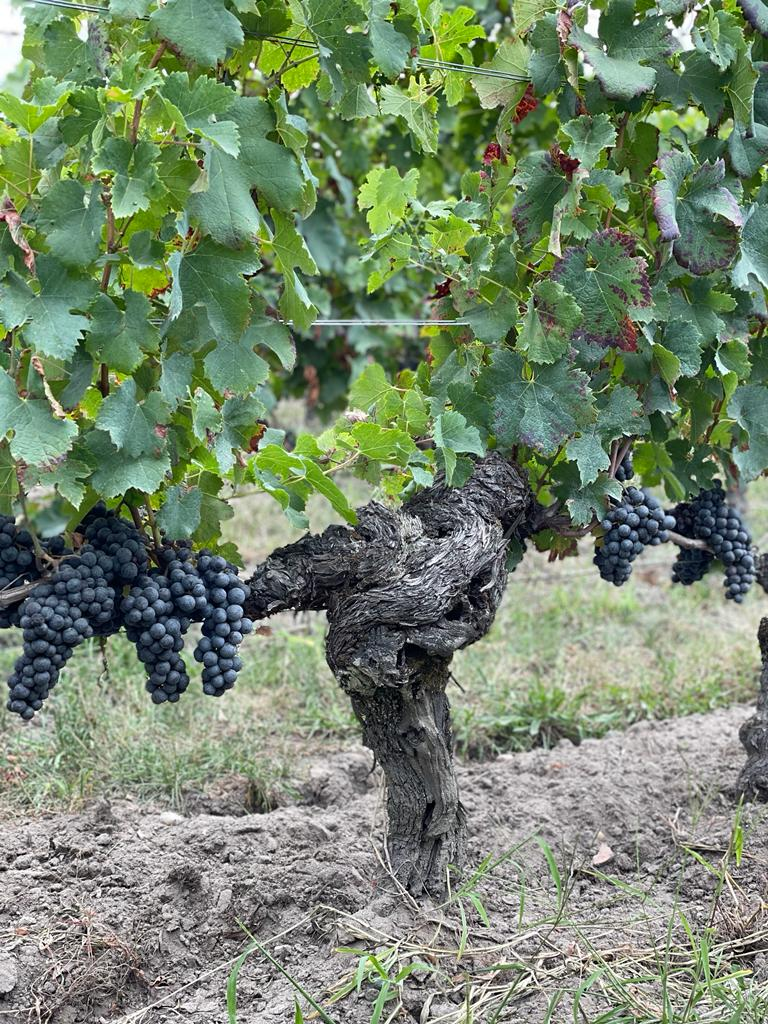
Un vieux pied de merlot du Château-Figeac, en septembre.

Le cahier des charges autorise de faire le saint-émilion grand cru avec :
- comme cépages principaux le cabernet franc N[2], le cabernet sauvignon N, le carménère N, le côt N (ou malbec) et le merlot N ;
- comme cépage accessoire le petit verdot N[3], dont la proportion ne peut être supérieure à 10 % de l’encépagement.

### Rendements
Le rendement de base est fixé à 53 hectolitres par hectare et le rendement butoir à 55 hl/ha. Avant tout enrichissement ou concentration, les raisins doivent avoir au moins 194 grammes par litre de moût pour le merlot N et 189 grammes par litre de moût pour les autres cépages. Le vin doit présenter après fermentation un degré alcoolique minimum de 11,5 % vol.
Les rendements moyens déclarés récemment sont :
| Année | Superficie (ha) | Production (hl) | Rendement (hl/ha) |
| ----- | --------------- | --------------- | ----------------- |
| 2019  | 4 176           | 183 759         | 44                |
| 2020  | 4 231           | 158 502         | 37                |
| 2021  | 4 077           | 114 531         | 28                |
| 2022  | 4 352           | 182 843         | 42                |
| 2023  | 4 177           | 173 598         | 42                |
| 2024  | 4 121           | 153 842         | 37                |

## Vins
En 2005, la production déclarée a été de 156 380 hectolitres (un hectolitre = 100 litres = 133 bouteilles de 75 cl) ; en 2023 de 173 598 hl. Les vins de Saint-Émilion sont des vins d'assemblage de différents cépages. Les trois principaux sont le merlot (60 % de l'encépagement), le cabernet franc (ou bouchet, près de 30 %) et le cabernet sauvignon (environ 10 %).

### Classements

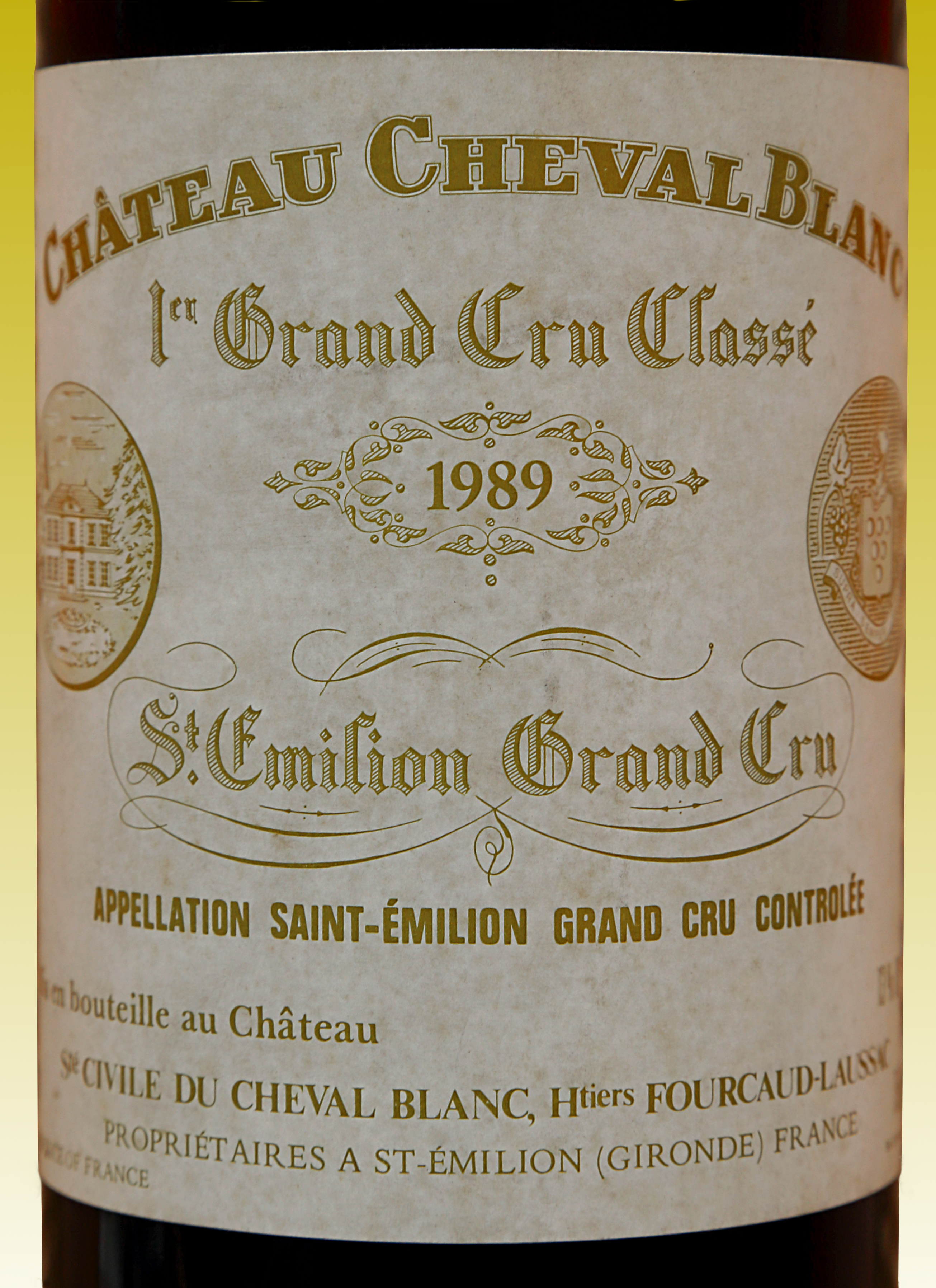
L'étiquette d'un Château Cheval Blanc 1989, un saint-émilion grand cru portant la mention « 1er grand cru classé » (mention valable pour les millésimes de 1955 jusqu'à 2021).

Le classement est renouvelable tous les dix ans, d'où les éditions 1955, 1969, 1986, 1996, 2006, 2012 et 2022.